# Molekylærstråleepitaksi
Molekylærstråleepitaksi (forkortet MBE, fra engelsk: Molecular Beam Epitaxy) er en epitaksimetode til tyndfilm-deposition af monokrystaller. Det blev opfundet i slutningen af 1960'erne på Bell Telephone Laboratories af J. R. Arthur og Alfred Y. Cho. MBE anvendes bredt i fremstillingen af halvlederenheder, heriblandt transistorer til mobiltelefoner og WiFi.

## Fodnoter
1. ↑  Cho, A. Y.; Arthur, J. R.; Jr (1975). "Molecular beam epitaxy". Prog. Solid State Chem. 10: 157-192. doi:10.1016/0079-6786(75)90005-9.

| Kemi | Spire Denne artikel om kemi er en spire som bør udbygges. Du er velkommen til at hjælpe Wikipedia ved at udvide den. |